# Jackson Heights (Queens)
Jackson Heights es un barrio situado en el municipio (borough) de Queens, en la ciudad de Nueva York, Estados Unidos. Según el censo de 2020, tiene una población de 101 848 habitantes.
El barrio es considerado como una de las comunidades más diversas en el país.
Fue originalmente desarrollado como un barrio de clases medias y altas entre las décadas de 1920 y 1940s, a lo largo del recorrido de la línea 7 del tren, recién construida. Fue la primera comunidad en Estados Unidos desarrollada con apartamentos con jardines, que están ubicados en una gran cooperativa que se conserva hasta la actualidad. Estos edificios llevaron a su designación como distrito histórico nacional en 1993.
La aprobación de la Ley de Inmigración y Nacionalidad de 1965 llevó a un dramático crecimiento del número de inmigrantes en Queens, y en la década de 1970 inmigrantes latinos se instalaron a lo largo de la avenida Roosevelt e inmigrantes indios comenzaron a abrir tiendas en la calle 74. La afluencia de inmigrantes ha continuado durante las siguientes décadas hasta la actualidad. Varias de esas tiendas han sobrevivido a lo largo de los años, y con el tiempo la zona pasó a ser conocida como "Little India". Más hacia el este, en la avenida Roosevelt, han surgido establecimientos comerciales de mexicanos, ecuatorianos y peruanos y se ofrecen servicios profesionales en español. En la avenida 37 pueden encontrarse establecimientos comerciales de colombianos y argentinos.
Jackson Heights se encuentra en el Distrito Comunitario 3 de Queens y su código postal es 11372. Está patrullado por el Precinto 115 del Departamento de Policía de la Ciudad de Nueva York. Políticamente, es representado por los distritos 21 y 25 del Concejo de la Ciudad de Nueva York.